# Tribal Hidage
El Tribal Hidage es una lista de treinta y cinco tribus compilada en la Inglaterra anglosajona en algún momento entre los siglos VII y IX. Incluye un número de reinos independientes y otros territorios más pequeños y asigna un número de hides a cada uno. La lista de tribus está encabezada por Mercia y consiste casi exclusivamente en pueblos situados al sur del Humber y territorios circundantes de Mercia, algunos de los cuales nunca han sido satisfactoriamente identificados por los estudiosos. El valor de 100,000 hides para Wessex es de lejos el mayor: ha sido sugerido que esto fue deliberadamente exagerado.
El propósito original del Tribal Hidage nos es desconocido: muchos estudiosos creen que se trata de un censo fiscal creado por un rey, pero otras posibilidades han sido sugeridas. Las cifras del hidage pueden ser puramente simbólicas y meramente reflejar el prestigio de cada territorio, o pueden representar un ejemplo temprano de contabilidad. Muchos historiadores están convencidos de que el Tribal Hidage fue creado en Mercia, que dominó el sur de la Inglaterra anglosajona hasta comienzos del siglo IX, pero otros han argumentado que el texto pudiera tener origen Northumbriano.
El Tribal Hidage ha sido de importancia grande para los historiadores desde mediados del siglo XIX, en parte porque menciona territorios no registrados en otros documentos. Los intentos de vincular todos los nombres en la lista con sitios modernos son altamente especulativos y todos los mapas resultantes deben ser tratados con precaución. Han sobrevivido tres versiones diferentes (o recensions) del Tribale Hidage, dos de las cuales se parecen: una data del siglo XI y es parte de una miscelánea de trabajos; otra está contenido en un tratado latino del siglo XVII; la tercera versión, que ha sobrevivido en seis manuscritos medievales, tiene muchas omisiones y diferencias en la ortografía. Estas tres versiones parecen estar basadas en el mismo manuscrito perdido: los historiadores han sido incapaces de establecer una fecha para la recopilación original. El Tribal Hidage ha sido utilizado para construir teorías sobre la organización política de los anglosajones, y para dar una idea del estado Merciano y sus vecinos en una época en que Mercia ostentaba la hegemonía sobre numerosos pueblos. Ha sido utilizado para defender teorías referentes al origen y ubicación de las tribus en la lista. Algunos historiadores han propuesto que el Tribal Hidage no es una lista de pueblos, sino de áreas administrativas.

## Valoraciones
El Tribal Hidage es, según la descripción de D. P. Kirby, "una lista de valoraciones totales en términos de hides para varios territorios al sur del Humber, el cual ha sido datado entre mediados del siglo VII a la segunda mitad del siglo VIII". La mayoría de los reinos de la Heptarquía están incluidos. Mercia, al que se asignan 30,000 hides, es el primero de la lista, seguido por varias tribus ubicadas al norte y al oeste y que no suman más de 7000 hides. Otras tribus ocupan aún menos territorio, entre 300 y 1200 escondrijos: de ellas, Herefinna, Noxgaga, Hendrica y Unecungaga no han podido ser identificadas, mientras otras han sido localizadas de forma estimativa hacia el sur de Inglaterra y en la región fronteriza entre Mercia y Estanglia. Ohtgaga Puede ser tomada como Jutegaga y entendida como el área colonizada por los Jutos en torno al valle del río Meon en Hampshire. El sufijo'-gaga' es un error de transcripción de un copista y proviene del anglosajón '-wara' (pueblo de / hombres de). Otros territorios, como el Hicca, sólo ha sido localizado mediante la toponimia. La lista concluye con varios otros reinos de la Heptarquía: los Anglos Orientales (a los que se atribuyen 30,000 hides), los sajones orientales (7,000 hides), Kent (15,000 hides), los sajones del sur (7,000 hides) y Wessex, el cual está evaluado en 100,000 hides.
Las cifras hacen bastante improbable que se trate de mediciones reales. Los métodos de valoración utilizados probablemente difieran según las regiones. y la importancia de las cifras podría ser meramente simbólica, reflejando el estatus de cada tribu en la época. Los totales dados sugieren que el Tribal Hidage era quizás un instrumento de contabilidad.

## Origen
Los historiadores no han sido capaces de ponerse de acuerdo en la fecha para la recopilación original de la lista. Según Campbell, que señala la plausibilidad de que hubiera sido producido durante el ascenso de Mercia, el documento puede ser datado en los siglos VII u VIII. Otros historiadores, como J. Brownbill, Barbara Yorke, Frank Stenton y Cyril Hart, generalmente han estado de acuerdo en que el Tribal Hidage fue originado en Mercia en aquella época, pese a que discrepan acerca del señor merciano bajo cuyo mandato se compiló la lista. Wendy Davies y Hayo Vierck han datado el origen del documento más precisamente en 670-690.
Hay acuerdo casi universal acera de que el texto es de origen merciano, en parte porque se sabe que los reyes de Mercia ejercieron un extenso poder sobre otros territorios anglosajones entre finales del siglo VII y comienzos del siglo IX, pero también porque la lista, encabezada por Mercia, corresponde casi exclusivamente a pueblos que habitaban al sur del Humber. Peter Featherstone ha concluido que el material original, procedente de Mercia, fue utilizado para ser incluido en un documento de siglo IX tardío y que Mercia "estaba en el centro del mundial representado en el Tribal Hidage". Frank Stenton reconoció que la evidencia no es concluyente cuando afirmó que "el Tribal Hidage fue casi con toda certeza compilado en Mercia".
En contraste con la mayoría de historiadores, el Profesor Nicholas Brooks ha sugerido que la lista es de origen Northumbrio, señalando que eso explicaría la inclusión de Elmet y la ausencia de los dos reinos northumbrios de Deira y Bernicia. Según su opinión, una lista merciana no habría estado encabezada por Mercia, ya que "un rey de comienzos del medievo no habría impuesto tributos sobre su propio reino": dbe ser una lista elaborada por otro reino, quizá con un propósito diferente.
N. J. Higham ha argumentado que, teniendo en cuenta que la fecha de la información original nos es desconocida y que los grandes reinos de Northumbria no aparecen en el Tribal Hidage, no se puede probar que sea un censo de origen merciano. Elmet, que aparece en la lista, nunca fue provincia de Mercia. Sugiere que el Tribal Hidage puede haber sido un censo diseñado por Edwin de Northumbria en el 620, y probablemente creado antes de 685, fecha a partir de la cual ningún rey northumbriano ejerció imperium al sur del Humber. Según Higham, es probable que los valores asignados a cada grupo correspondan a hechos específicos de 625-626, representando los contratos individuales firmados entre Edwin y quienes reconocieron su supremacía. Esto explica la naturaleza artificial y redondeada de las cifras: 100,000 hides para los sajones occidentales fue probablemente el número más grande que Edwin conoció. Aun así, D. P. Kirby señala que la teoría acerca del Northumbriano no ha sido generalmente aceptado como convincente.

## Propósito

Un mapa de los reinos anglosajones

El propósito del Tribal Hidage permanece desconocido. A lo largo de los años, diferentes teorías han sido sugeridas, junto con un rango de fechas para su creación.
Según muchos expertos, el Tribal Hidage es un censo creado a instancias de un rey anglosajón como Offa de Mercia, Wulfhere de Mercia o Edwin de Northumbria, pero puede haber sido utilizado para propósitos diferentes a lo largo del tiempo. Cyril Hart lo ha descrito como una lista que recogía toda la Inglaterra anglosajona al sur del Humber creada por Offa, pero reconoce que ninguna prueba existe de que se redactase durante su reinado. Higham señala que la sintaxis del texto requeriría que una palabra que implica «tributo» esté omitida en cada línea y argumenta que es «casi ciertamente una lista de tributos». Según Higham, la cifra indicada para Wessex implicaría que la escala del tributo dependía en gran medida de consideraciones políticas. James Campbell ha argumentado que si la lista sirvió para cualquier propósito práctico, conlleva que los tributos se calculaban y recaudaban de manera organizada.

### Temprano imprimió textos y comentarios
- «An Unpublished Manuscript of some Early Territorial Names in England». Journal of the British Archaeological Society 40: 28-46. 1884. Consultado el 13 de noviembre de 2011.
- «The Tribal Hidage». The English Historical Review 27: 625-648. October 1912. doi:10.1093/ehr/xxvii.cviii.625. Consultado el 13 de noviembre de 2011.
- «1 England in the Sixth Century». The Origin of the English Nation. Cambridge: Cambridge University Press. 1907. pp. 6-10. Consultado el 14 de noviembre de 2011.
- Historiae Britannicae, Saxonicae, Anglo-Danicae Scriptores XV, volume 3 (en latin). Oxford. 1691. p. 748. Consultado el 14 de noviembre de 2011.
- The Saxons in England, volume 1. London: Bernard Quaritch. 1876. pp. 81-84.Londres: Bernard Quaritch. pp.
- Domesday Book and Beyond: Three Essays in the Early History of England. Cambridge: Cambridge University Press. 1907. pp. 506-509.Cambridge: Cambridge Prensa universitaria. pp.
- «Extracts from the Cottonian Portians of Liber Custumarum and Liber Legum Regum Antiquorum which have not previously appeared in the Government publications». Chronicles and memorials of Great Britain and Ireland during the Middle Ages (en latin, English). London: Great Britain Public Record Office. 1860. pp. 626-627. Consultado el 14 de noviembre de 2011.
- Glossarium Archaiologicum (en latin) (1687 edición). London. 1626. pp. 291-292. Consultado el 17 de noviembre de 2011.